# Thibaut Guilluy
Thibaut Guilluy, né le 30 décembre 1976 à Lille, est un homme politique et un dirigeant associatif français.
Membre de Renaissance depuis 2016, il est nommé le 12 octobre 2020 Haut-commissaire à l'Emploi et à l'Engagement des entreprises auprès de la ministre du Travail, de l’Emploi et de l’Insertion, Élisabeth Borne.
Il est nommé directeur général de France Travail en Conseil des ministres le 12 décembre 2023.

## Biographie

### Famille et jeunesse
Thibaut Guilluy nait le 30 décembre 1976 à Lille.[réf. souhaitée]
Il est le fils d’une famille de médecins d'Etaples, dans le département du Pas-de-Calais. 

### Formation et carrière professionnelle
Thibaut Guilluy prend la direction d’Ateliers Sans Frontière, un Chantier d’Insertion créé en 2003, qui accueille des jeunes et des adultes pour les aider à construire un projet de vie et les amener à une situation personnelle et professionnelle stable. 
En 2005, Thibaut Guilluy rejoint le Groupe Ares (association pour la réinsertion économique et sociale), un groupe d’entreprises d’insertion professionnelle pour les personnes éloignées de l’emploi, en tant que Directeur général.[source insuffisante]
En 2016,il prend part à la création de Tenzing Conseil[réf. nécessaire], un cabinet de conseil en stratégie opérationnelle qui verse l'intégralité de ses bénéfices redistribuables aux acteurs œuvrant pour l’égalité des chances.

## Parcours politique
En 2008, Thibaut Guilluy contribue au Grenelle de l'Insertion et intègre, l'année suivante, la Commission de concertation sur la politique de la jeunesse lancée par Martin Hirsch, alors Haut-commissaire à la Jeunesse.

### Ministère du Travail, de l'Emploi et de l'Insertion

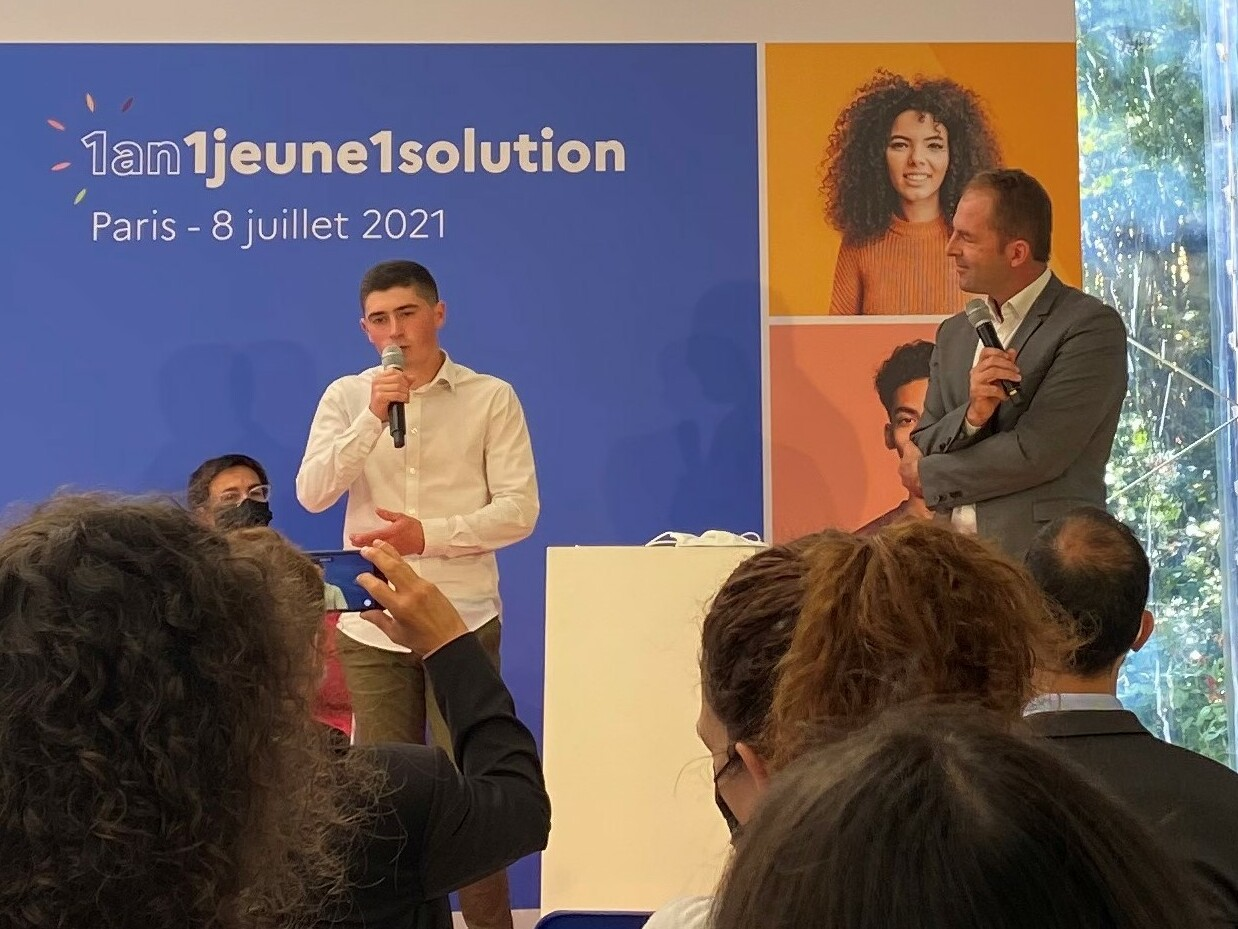
Thibaut Guilluy à l'occasion de la conférence de presse de l'anniversaire du plan « 1 jeune, 1 solution », le 8 juillet 2021.

En décembre 2018 et sous l'impulsion de Muriel Pénicaud, il fonde et préside le conseil de l’inclusion dans l’emploi placé auprès du ministère du Travail, de l’Emploi et de l’Insertion (décret n° 2018-1002 du 19 novembre 2018).
Le 10 septembre 2019, il remet au gouvernement, le pacte d’ambition pour l’insertion par l’activité économique, une feuille de route permettant de guider les politiques publiques du secteur .
Le 18 mars 2020, il est nommé Haut-commissaire à l'inclusion dans l'emploi et à l'engagement des entreprises avant d’être nommé, le 12 octobre 2020, Haut-commissaire à l'emploi et à l'engagement des entreprises auprès du ministère du Travail, de l’Emploi et de l’Insertion (Décret n° 2020-1247 du 12 octobre 2020).
À ce titre, Thibaut Guilluy apporte son concours à la définition et la mise en œuvre des politiques conduites en matière d'emploi et d'engagement des entreprises. Il a notamment pour mission d’assurer, en lien avec les ministres intéressés, le déploiement du plan « 1 jeune 1 solution »,et le développement de la plateforme 1jeune1solution.gouv.fr.
À partir de 2022, il pilote la concertation sur la création de France Travail (qui a remplacé Pôle emploi et d'autres organismes le 1er janvier 2024), et présente en avril 2023 le rapport récapitulant les propositions,. Il accompagne à ce titre la réforme du revenu de solidarité active (RSA) afin d'en conditionner l'accès à au moins quinze heures de travail par semaine.

### Élections législatives de 2017
Lors des élections législatives de 2017, il se présente sous l’étiquette La République en marche dans la 4e circonscription du Pas-de-Calais, circonscription d’Emmanuel Macron. Sa suppléante est Tiphaine Auzière, l'une des filles de l’épouse du Président de la République, Brigitte Macron.
Thibaut Guilluy et Tiphaine Auzière reçoivent la visite et le soutien de Nicolas Hulot, alors ministre de la Transition écologique et solidaire et de Jean-Michel Blanquer, ministre de l'Education nationale, de la Jeunesse et des Sports .
Il crée la surprise au premier tour face au député sortant Daniel Fasquelle (LR), le devançant de quatre points (35,2% contre 31%). Lors du second tour, Thibaut Guilluy sera battu avec 47,81 % des voix contre 52,19 % pour le député LR sortant.

### Élections régionales et départementales de 2021
Lors des élections régionales dans les Hauts-de-France, Thibaut Guilluy se présente en 7ème position dans le Pas-de-Calais pour la majorité présidentielle (LREM-MoDem-TdP-Agir-MEI), qui est conduite au niveau départemental par Éric Dupond-Moretti et au niveau régional par Laurent Pietraszewski. Avec 9,1 % des suffrages exprimés, les listes de la majorité présidentielle sont éliminées au premier tour : dans le Pas-de-Calais, la liste d'Éric Dupond-Moretti obtient 8,7 %.